# 조애나 럼리
조애나 럼리(영어: Joanna Lumley, DBE, 1946년 5월 1일 ~ )는 잉글랜드의 배우이다.

## 서훈
- 1995년 대영 제국 훈장 4등급(OBE) 수훈[1]
- 2021년 대영 제국 훈장 2등급(DBE) 수훈

## 출연 작품
- 패딩턴 2 - 펠리시티 팬쇼 역
- 해피 댄싱 - 재키 역
- 파인딩 유어 피트